# Sandskogsbacken
Sandskogsbacken är ett naturreservat i Kungsörs kommun i Västmanlands län.
Området är naturskyddat sedan 1960 och är 12 hektar stort. Reservatet består av en tidigare betesmark som nu är en tät lövskog med grova ekar, höga aspar och buskar av hassel.